# Alice Gardner
Alice Gardner (* 26. April 1854 in Hackney; † 11. November 1927 in Oxford) war eine englische Althistorikerin.

## Leben
Sie war eines von sechs Kindern, und zwei ihrer Brüder Ernest Arthur Gardner und Percy Gardner waren bekannte Archäologen. Sie ging 1876 zum Newnham College in Cambridge. Sie wurde von Mandell Creighton betreut. 1879 schloss sie mit Sarah Marshall ganz oben in Geschichte. Die männlichen Studenten waren alle hinter ihnen.
Nachdem sie das College verlassen hatte, unterrichtete sie in Plymouth und am Bedford College, bevor sie zurückkehrte, um die Geschichtsabteilung ihrer Alma Mater zu leiten, bis sie 1914 in den Ruhestand ging. Der Erste Weltkrieg sah sie im Foreign and Commonwealth Office, bevor sie 1915 die Geschichtsabteilung der Universität Bristol übernahm, da ihre Lehrkräfte für die Kriegsarbeit eingezogen worden waren. Sie wollte, dass diese Universität nach Cambridges älteren Standards strebt. Zum Dank erhielt sie 1918 einen MA-Abschluss und wurde 1920 Reader in Bristol. Cambridge war noch nicht befugt, einer Frau einen Abschluss zu verleihen, aber Newnhams Direktorin Anne Clough unterstützte ihre Forschung in Kleinasien und Bulgarien.
Gardner unterrichtete 1921 in Bristol, als Newnham seinen 50. Geburtstag feierte. Gardner veröffentlichte eine kurze Geschichte des Newnham College in Cambridge.
Gardner starb 1927 im Warneford Hospital in Oxford.

## Schriften (Auswahl)
- Synesius of Cyrene. Philosopher and Bishop. London 1885, OCLC 22139213.
- Julian. Emperor and Philosopherand the last struggle of paganism against Christianity. London 1895, OCLC 6551968.
- Studies in John the Scot (Erigena). A philosopher of the dark ages. Oxford 1900.
- Theodore of Studium. His Life and Times. London 1905, OCLC 1017291238.
- The Lascarids of Nicaea. London 1912, OCLC 1080148751.
- A Short History of Newnham College, Cambridge. Cambridge 1921.

| Personendaten    | Personendaten             |
| ---------------- | ------------------------- |
| NAME             | Gardner, Alice            |
| KURZBESCHREIBUNG | englische Althistorikerin |
| GEBURTSDATUM     | 26. April 1854            |
| GEBURTSORT       | London Borough of Hackney |
| STERBEDATUM      | 11. November 1927         |
| STERBEORT        | Oxford                    |